# Sauris aroensis
Sauris aroensis är en fjärilsart som beskrevs av W. Warren 1903. Sauris aroensis ingår i släktet Sauris och familjen mätare. Inga underarter finns listade.